# Sockel AM5
Der Sockel AM5 (LGA 1718) ist ein CPU-Sockel der Firma AMD für die Ryzen-7000, Ryzen-8000, Ryzen-9000-Prozessoren der Architektur Zen 4 und Zen 5 ist der direkte Nachfolger des Sockel AM4. AM5-Prozessoren sind zu früheren AMD-Sockeln nicht kompatibel. Seit dem 27. September 2022 wird er für die Ryzen-CPUs verwendet. Es ist der erste Sockel von AMD, der DDR5-Speicher und PCIe 5.0 unterstützt. Er ist sowohl zu CPUs als auch zu APUs kompatibel und deckt das gesamte Spektrum von Low- bis High-End ab. Dementsprechend sind auch verschiedene Chipsätze vorhanden: X870, X870E, X670, X670E, B850, B650, B650E, B840, A620.
Der CPU-Sockel ist ein Land Grid Array (LGA) mit 1718 Kontaktflächen, während die Vorläufer bisher immer als Pin Grid Array (PGA) ausgeführt waren. AMDs Konkurrent Intel setzt schon seit dem Pentium 4 auf LGA.
Im Gegensatz zu AM4 ist die Backplate bei AM5 nicht abnehmbar, da sie auch dazu dient, den CPU-Haltemechanismus für den LGA-Sockel zu sichern.
Nicht alle bestehenden Prozessorkühler von AM4 sind kompatibel. Insbesondere Kühler, die ihre eigene Backplate anstelle der vom Mainboard bereitgestellten Standard-Backplate verwenden, funktionieren nicht. Einige Kühlerhersteller bieten Upgrade-Kits an, damit inkompatible ältere Kühler auf AM5 verwendet werden können. Die Kühler-Montagebohrungen des Mainboards bilden wie bei AM4 ein Rechteck von 54 mm × 90 mm (gegenüber 48 mm × 96 mm bei AM3+ und FM2+).
Die neun Chipsätze für AM5-Mainboards bieten, unter anderem, unterschiedliche PCIe-5-Merkmale:
- A620: kein PCIe 5
- B650: ein ×4-Anschluss für eine NVMe-SSD möglich (je nach Mainboard-Hersteller)
- B650E: ein ×4-Anschluss für eine NVMe-SSD und einen ×16-PCIe-Steckplatz für eine Grafikkarte
- X670: ein ×4-Anschluss für eine NVMe-SSD
- X670E: ein ×4-Anschluss für eine NVMe-SSD und einen ×16-PCIe-Steckplatz für eine Grafikkarte
- B840: kein PCIe 5
- B850: ein ×4-Anschluss für eine NVMe-SSD
- X870 und X870E: ein ×4-Anschluss für eine NVMe-SSD und einen ×16-PCIe-Steckplatz für eine Grafikkarte

Die Spannungswandler der A620-Mainboards müssen laut AMD-Vorgabe nur eine CPU-TDP von maximal 65 W unterstützen. Sie sind folglich nur für den sparsameren Teil des Zen-4-Portfolios ausgelegt; größere CPUs sind verwendbar, werden aber in ihrer Leistung eingeschränkt. Über die tatsächlich verfügbare Leistung entscheidet jedoch der Mainboard-Hersteller.
Der AM5 Sockel wird mit der nächsten Generation Zen 5 weiterhin unterstützt, jedoch mit neuen Chipsätzen für Prozessoren der Ryzen 9000-Serie. Desktop-Prozessoren der kommenden Generationen Zen 6 und Zen 7 werden die AM5-Plattform bis 2027 weiterhin nutzen. Der nächste Sockel von AMD wird voraussichtlich mit Zen 8 und DDR6 erscheinen.

## Chipsätze
| Chipsatz                        | Chipsatz                        | Chipsatz                        | A620                                                                              | B650                                                                              | B650E                                                                             | X670                                                                              | X670E                                                                             | B840                                                                              | B850                                                                              | X870                                                                              | X870E                                                                             |
| ------------------------------- | ------------------------------- | ------------------------------- | --------------------------------------------------------------------------------- | --------------------------------------------------------------------------------- | --------------------------------------------------------------------------------- | --------------------------------------------------------------------------------- | --------------------------------------------------------------------------------- | --------------------------------------------------------------------------------- | --------------------------------------------------------------------------------- | --------------------------------------------------------------------------------- | --------------------------------------------------------------------------------- |
| Architektur (PCH)               | Architektur (PCH)               | Architektur (PCH)               | Promontory 19 ×1                                                                  | Promontory 21 ×1                                                                  | Promontory 21 ×1                                                                  | Promontory 21 ×2                                                                  | Promontory 21 ×2                                                                  | Promontory 19 ×1                                                                  | Promontory 21 ×1                                                                  | Promontory 21 ×1                                                                  | Promontory 21 ×2                                                                  |
| CPU-Unterstützung               | CPU-Unterstützung               | CPU-Unterstützung               | Zen 4 (Ryzen 7000, 8000/G, selten Epyc 4004) Zen 5 (Ryzen 9000, selten Epyc 4005) | Zen 4 (Ryzen 7000, 8000/G, selten Epyc 4004) Zen 5 (Ryzen 9000, selten Epyc 4005) | Zen 4 (Ryzen 7000, 8000/G, selten Epyc 4004) Zen 5 (Ryzen 9000, selten Epyc 4005) | Zen 4 (Ryzen 7000, 8000/G, selten Epyc 4004) Zen 5 (Ryzen 9000, selten Epyc 4005) | Zen 4 (Ryzen 7000, 8000/G, selten Epyc 4004) Zen 5 (Ryzen 9000, selten Epyc 4005) | Zen 4 (Ryzen 7000, 8000/G, selten Epyc 4004) Zen 5 (Ryzen 9000, selten Epyc 4005) | Zen 4 (Ryzen 7000, 8000/G, selten Epyc 4004) Zen 5 (Ryzen 9000, selten Epyc 4005) | Zen 4 (Ryzen 7000, 8000/G, selten Epyc 4004) Zen 5 (Ryzen 9000, selten Epyc 4005) | Zen 4 (Ryzen 7000, 8000/G, selten Epyc 4004) Zen 5 (Ryzen 9000, selten Epyc 4005) |
| Übertaktung                     | Übertaktung                     | CPU                             | Nein                                                                              | Ja                                                                                | Ja                                                                                | Ja                                                                                | Ja                                                                                | Nein                                                                              | Ja                                                                                | Ja                                                                                | Ja                                                                                |
| Übertaktung                     | Übertaktung                     | RAM                             | Ja                                                                                | Ja                                                                                | Ja                                                                                | Ja                                                                                | Ja                                                                                | Ja                                                                                | Ja                                                                                | Ja                                                                                | Ja                                                                                |
| PCIe- Unterstützung (maximal)   | PCIe- Unterstützung (maximal)   | CPU-PCH Anbindung               | 4.0 ×4                                                                            | 4.0 ×4                                                                            | 4.0 ×4                                                                            | 4.0 ×4                                                                            | 4.0 ×4                                                                            | 4.0 ×4                                                                            | 4.0 ×4                                                                            | 4.0 ×4                                                                            | 4.0 ×4                                                                            |
| PCIe- Unterstützung (maximal)   | PCIe- Unterstützung (maximal)   | CPU- Konfiguration              | 1×16 (4.0)                                                                        | 1×16 oder 2×8 (4.0)                                                               | 1×16 oder 2×8 (5.0)                                                               | 1×16 oder 2×8 (4.0)                                                               | 1×16 oder 2×8 (5.0)                                                               | 1×16 (4.0)                                                                        | 1×16 oder 2×8 (5.0)                                                               | 1×16 oder 2×8 (5.0)                                                               | 1×16 oder 2×8 (5.0)                                                               |
| PCIe- Unterstützung (maximal)   | PCIe- Unterstützung (maximal)   | 5.0 (CPU)                       | 0                                                                                 | 4                                                                                 | 24                                                                                | 4                                                                                 | 24                                                                                | 0                                                                                 | 4                                                                                 | 24                                                                                | 24                                                                                |
| PCIe- Unterstützung (maximal)   | PCIe- Unterstützung (maximal)   | 4.0 (CPU)                       | 24                                                                                | 20                                                                                | 0                                                                                 | 20                                                                                | 0                                                                                 | 24                                                                                | 20                                                                                | 0                                                                                 | 0                                                                                 |
| PCIe- Unterstützung (maximal)   | PCIe- Unterstützung (maximal)   | 4.0 (PCH)                       | 0                                                                                 | 8                                                                                 | 8                                                                                 | 12                                                                                | 12                                                                                | 0                                                                                 | 8                                                                                 | 8                                                                                 | 12                                                                                |
| PCIe- Unterstützung (maximal)   | PCIe- Unterstützung (maximal)   | 3.0 (PCH)                       | 8                                                                                 | 4                                                                                 | 4                                                                                 | 8                                                                                 | 8                                                                                 | 8                                                                                 | 4                                                                                 | 4                                                                                 | 8                                                                                 |
| Multi-GPU                       | CrossFire                       | CrossFire                       | Nein                                                                              | Ja                                                                                | Ja                                                                                | Ja                                                                                | Ja                                                                                | Ja                                                                                | Ja                                                                                | Ja                                                                                | Ja                                                                                |
| Multi-GPU                       | SLI                             | SLI                             | Nein                                                                              | Nein                                                                              | Nein                                                                              | Nein                                                                              | Nein                                                                              | Nein                                                                              | Nein                                                                              | Nein                                                                              | Nein                                                                              |
| USB 2.0-Anschlüsse (480 Mbit/s) | USB 2.0-Anschlüsse (480 Mbit/s) | USB 2.0-Anschlüsse (480 Mbit/s) | 6                                                                                 | 6                                                                                 | 6                                                                                 | 12                                                                                | 12                                                                                | 6                                                                                 | 6                                                                                 | 6                                                                                 | 12                                                                                |
| USB 3.2- Anschlüsse (maximal)   | Gen 1 (5 Gbit/s)                | Gen 1 (5 Gbit/s)                | 2                                                                                 | 1                                                                                 | 1                                                                                 | 2                                                                                 | 2                                                                                 | 2                                                                                 | 1                                                                                 | 1                                                                                 | 2                                                                                 |
| USB 3.2- Anschlüsse (maximal)   | Gen 2                           | x1 (10 Gbit/s)                  | 2                                                                                 | 6                                                                                 | 6                                                                                 | 12                                                                                | 12                                                                                | 2                                                                                 | 6                                                                                 | 6                                                                                 | 12                                                                                |
| USB 3.2- Anschlüsse (maximal)   | Gen 2                           | x2 (20 Gbit/s)                  | 0                                                                                 | 1                                                                                 | 1                                                                                 | 2                                                                                 | 2                                                                                 | 0                                                                                 | 1                                                                                 | 1                                                                                 | 2                                                                                 |
| USB 4 Gen 3x2 (40 Gbit/s)       | USB 4 Gen 3x2 (40 Gbit/s)       | USB 4 Gen 3x2 (40 Gbit/s)       | Nein                                                                              | optional                                                                          | optional                                                                          | optional                                                                          | optional                                                                          | optional                                                                          | optional                                                                          | 2                                                                                 | 2                                                                                 |
| Speicher- eigenschaften         | SATA-Anschlüsse (6 Gbit/s)      | SATA-Anschlüsse (6 Gbit/s)      | 4                                                                                 | 4                                                                                 | 4                                                                                 | 8                                                                                 | 8                                                                                 | 4                                                                                 | 4                                                                                 | 4                                                                                 | 8                                                                                 |
| Speicher- eigenschaften         | RAID                            | RAID                            | 0, 1, 10                                                                          | 0, 1, 10                                                                          | 0, 1, 10                                                                          | 0, 1, 10                                                                          | 0, 1, 10                                                                          | 0, 1, 10                                                                          | 0, 1, 10                                                                          | 0, 1, 10                                                                          | 0, 1, 10                                                                          |
| WLAN + Bluetooth                | WLAN + Bluetooth                | WLAN + Bluetooth                | 802.11ax (Wi-Fi 6/E) + Bluetooth 5.3                                              | 802.11ax (Wi-Fi 6/E) + Bluetooth 5.3                                              | 802.11ax (Wi-Fi 6/E) + Bluetooth 5.3                                              | 802.11ax (Wi-Fi 6/E) + Bluetooth 5.3                                              | 802.11ax (Wi-Fi 6/E) + Bluetooth 5.3                                              | 802.11be (Wi-Fi 7) + Bluetooth 5.4                                                | 802.11be (Wi-Fi 7) + Bluetooth 5.4                                                | 802.11be (Wi-Fi 7) + Bluetooth 5.4                                                | 802.11be (Wi-Fi 7) + Bluetooth 5.4                                                |
| Precision Boost Overdrive       | Precision Boost Overdrive       | Precision Boost Overdrive       | Nein                                                                              | Ja                                                                                | Ja                                                                                | Ja                                                                                | Ja                                                                                | Nein                                                                              | Ja                                                                                | Ja                                                                                | Ja                                                                                |
| Maximale Verlustleistung TDP    | Maximale Verlustleistung TDP    | Maximale Verlustleistung TDP    | 4,5 W                                                                             | 7 W                                                                               | 7 W                                                                               | 14 W                                                                              | 14 W                                                                              | 4,5 W                                                                             | 7 W                                                                               | 7 W                                                                               | 14 W                                                                              |
| Markteinführung                 | Markteinführung                 | Markteinführung                 | April 2023                                                                        | Oktober 2022                                                                      | Oktober 2022                                                                      | September 2022                                                                    | September 2022                                                                    | Q1 2025                                                                           | Q1 2025                                                                           | September 2024                                                                    | September 2024                                                                    |